# Пшибилув (Верушовський повіт)
Пшибилув (пол. Przybyłów) — село в Польщі, у гміні Ґалевиці Верушовського повіту Лодзинського воєводства.
Населення — 112 осіб (2011).
У 1975-1998 роках село належало до Каліського воєводства.

## Демографія
Демографічна структура станом на 31 березня 2011 року:
|          | Загалом | Допрацездатний вік | Працездатний вік | Постпрацездатний вік |
| -------- | ------- | ------------------ | ---------------- | -------------------- |
| Чоловіки | 57      | 14                 | 41               | 2                    |
| Жінки    | 55      | 11                 | 29               | 15                   |
| Разом    | 112     | 25                 | 70               | 17                   |